# Largo Winch (fumetto)
Largo Winch è un personaggio immaginario protagonista di una serie di romanzi editi negli anni settanta e ottanta scritti da Jean Van Hamme e di una omonima serie a fumetti belga di grande successo disegnata da Philippe Francq dal 1990. Ha avuto trasposizioni cinematografiche e televisive..

## Trama
Nerio Winch, un vecchio uomo d'affari a capo di un impero commerciale di dieci miliardi di dollari, non ha figli o potenziali eredi. Cosi decide di adottare in segreto un orfano jugoslavo di nome Largo Winczlav per garantire la continuità del suo gruppo.
Quando Nerio fu assassinato, Largo, ventisei anni, eredita tutta la sua fortuna e si ritrova a capo dell'enorme impero finanziario che è il Gruppo W. I negoziati, le offerte pubbliche d'acquisto, gli imbrogli, sono gli ingredienti della sua nuova vita nel mondo dell'alta finanza.
Attratto, disgustato o sopraffatto da tutto quel denaro, il playboy miliardario, ed esperto lanciatore di coltelli, vive emozionanti avventure con i suoi amici, Simon Ovronnaz, ex ladro svizzero, e Freddy Kaplan, pilota privato di Largo Winch che ha lavorato nell'aviazione israeliana.

## Storia editoriale
La serie a fumetti esordì nel 1990 e, fino al 2015, vennero pubblicati venti volumi. Ogni episodio è diviso in due volumi. Nel 2015 Van Hamme dichiarò di voler interrompere il suo impegno nella serie lasciandola in mano al disegnatore Philippe Francq che scelse come suo successore, su incaricato dalla casa editrice Dupuis, Éric Giacometti.

### Elenco degli albi
In Italia Largo Winch è stato pubblicato da Aurea Editoriale a partire dal 2005.
Ad oggi l'opera integrale più completa che raccoglie tutte le pubblicazioni dal 1990 al 2017 è la collana Albi avventura edita da La Gazzetta dello Sport composta da 8 albi brossurati ed uscita in edicola con cadenza settimanale nel 2018; ogni albo contiene una pagina di redazionale e due storie (tranne l'ultimo numero che contiene solo una storia).
| Numero tomo | Titolo originale                   | Titolo italiano                       | Anno                   | Pubblicazioni italiane |
| ----------- | ---------------------------------- | ------------------------------------- | ---------------------- | --- |
| 1           | L'Héritier                         | L'erede                               | novembre 1990, Dupuis  | - Largo Winch 1, Euramaster Tuttocolore n. 54, 2005, Eura Editoriale - Strike n. 1, 2, 3, 2005, Star Comics - Van Hammer & Francq - Largo Winch, I maestri del fumetto n. 14, 2009, Mondadori - Albi avventura n. 1, 2018, Gazzetta dello Sport |
| 2           | Le groupe W                        | Il gruppo W                           | settembre 1991, Dupuis | - Largo Winch 2, Euramaster Tuttocolore n. 55, 2005, Eura Editoriale - Strike n. 4, 5, 2005, Star Comics - Van Hammer & Francq - Largo Winch, I maestri del fumetto n. 14, 2009, Mondadori - Albi avventura n. 1, 2018, Gazzetta dello Sport    |
| 3           | O.P.A.                             | O.P.A.                                | novembre 1992, Dupuis  | - Largo Winch 3, Euramaster Tuttocolore n. 56, 2005, Eura Editoriale - Van Hammer & Francq - Largo Winch, I maestri del fumetto n. 14, 2009, Mondadori - Albi avventura n. 2, 2018, Gazzetta dello Sport                                        |
| 4           | Business Blues                     | Business Blue                         | ottobre 1993, Dupuis   | - Largo Winch 4, Euramaster Tuttocolore n. 60, 2005, Eura Editoriale - Van Hammer & Francq - Largo Winch, I maestri del fumetto n. 14, 2009, Mondadori - Albi avventura n. 2, 2018, Gazzetta dello Sport                                        |
| 5           | H                                  | H                                     | settembre 1994, Dupuis | - Largo Winch 5, Euramaster Tuttocolore n. 61, 2005, Eura Editoriale - Albi avventura n. 3, 2018, Gazzetta dello Sport |
| 6           | Dutch Connection                   | Dutch Connection                      | giugno 1995, Dupuis    | - Largo Winch 6, Euramaster Tuttocolore n. 64, 2005, Eura Editoriale - Albi avventura n. 3, 2018, Gazzetta dello Sport |
| 7           | La Fortezza di Makiling            | La forteresse de Makiling             | giugno 1996, Dupuis    | - Lanciostory n. 1191, 1998, Eura Editoriale - Largo Winch 7, Euramaster Tuttocolore n. 65, 2006, Eura Editoriale - Albi avventura n. 4, 2018, Gazzetta dello Sport                                                                             |
| 8           | L'heure du tigre                   | L'ora della tigre                     | giugno 1997, Dupuis    | - Largo Winch 8, Euramaster Tuttocolore n. 69, 2006, Eura Editoriale - Albi avventura n. 4, 2018, Gazzetta dello Sport |
| 9           | Voir Venise                        | Vedi Venezia                          | settembre 1998, Dupuis | - Largo Winch 9, Euramaster Tuttocolore n. 71, 2006, Eura Editoriale - Albi avventura n. 5, 2018, Gazzetta dello Sport |
| 10          | ... Et mourir                      | ... E poi muori                       | settembre 1999, Dupuis | - Largo Winch 10, Euramaster Tuttocolore n. 75, 2006, Eura Editoriale - Albi avventura n. 5, 2018, Gazzetta dello Sport |
| 11          | Golden Gate                        | Golden Gate                           | dicembre 2000, Dupuis  | - Largo Winch 11, Euramaster Tuttocolore n. 82, 2007, Eura Editoriale - Albi avventura n. 6, 2018, Gazzetta dello Sport |
| 12          | Shadow                             | Shadow                                | giugno 2002, Dupuis    | - Largo Winch 12, Euramaster Tuttocolore n. 84, 2007, Eura Editoriale - Albi avventura n. 6, 2018, Gazzetta dello Sport |
| 13          | Le prix de l'argent                | Il prezzo dei soldi                   | giugno 2004, Dupuis    | - Largo Winch 13, Euramaster Tuttocolore n. 90, 2008, Eura Editoriale - Albi avventura n. 7, 2018, Gazzetta dello Sport |
| 14          | La loi du dollar                   | La legge del dollaro                  | novembre 2005, Dupuis  | - Largo Winch 14, Euramaster Tuttocolore n. 94, 2008, Eura Editoriale - Albi avventura n. 7, 2018, Gazzetta dello Sport |
| 15          | Les trois yeux des gardiens du Tao | I tre occhi dei guardiani del Tao     | marzo 2007, Dupuis     | - Largo Winch 15, Euramaster Tuttocolore n. 96, 2008, Eura Editoriale - Albi avventura n. 8, 2018, Gazzetta dello Sport |
| 16          | La voie et la vertu                | La strada e la virtù                  | novembre 2008, Dupuis  | - Largo Winch 16, Aureacomix n. 10, 2011, Eura Editoriale - Albi avventura n. 8, 2018, Gazzetta dello Sport |
| 17          | Mer noire                          | Mar Nero                              | novembre 2010, Dupuis  | - Largo Winch 17, Aureacomix n. 19, 2011, Eura Editoriale - Albi avventura n. 9, 2018, Gazzetta dello Sport |
| 18          | Colère rouge                       | Collera rossa                         | ottobre 2012, Dupuis   | - Largo Winch 18, Aureacomix n. 61, 2015, Eura Editoriale - Albi avventura n. 10, 2018, Gazzetta dello Sport |
| 19          | Chassé-Croisé                      | Caccia incrociata o Giochi incrociati | novembre 2014, Dupuis  | - Largo Winch 19, Aureacomix n. 61, 2015, Eura Editoriale - Albi avventura n. 10, 2018, Gazzetta dello Sport |
| 20          | 20 secondes                        | 20 secondi                            | novembre 2015, Dupuis  | - Largo Winch 20, Aureacomix Linea BD n. 13, 2016, Eura Editoriale - Albi avventura n. 10, 2018, Gazzetta dello Sport |
| 21          | L'Étoile du matin                  | La stella del mattino                 | ottobre 2017, Dupuis   | - Largo Winch 21, Aureacomix Linea BD n. 29, 2018, Eura Editoriale - Albi avventura n. 11, 2018, Gazzetta dello Sport |
| 22          | Les voiles écarlates               | Le vele scarlatte                     | novembre 2019, Dupuis  | - Largo Winch 22, Aureacomix Linea BD n. 72, 2021, Eura Editoriale |
| 23          | La frontière de la nuit            | La frontiera della notte              | novembre 2021, Dupuis  | - Lanciostory n. 2439-2440-2441, 2022, Eura Editoriale - Largo Winch 23, Aureacomix Linea BD n. 84, 2022, Eura Editoriale |
| 24          | Le centile d'or                    |                                       | novembre 2023, Dupuis  | - inedito in Italia |

## Altri media

### Cinema
- Largo Winch (2008);[7]
- The Burma Conspiracy - Largo Winch 2 (2011).[7]

### Televisione
- Largo Winch (2001-2003).

### Videogiochi
- Largo Winch: Empire Under Threat (2002).